# 포클랜드 제도 헌법
포클랜드 제도 헌법 은 주로 영국의 법령 인 '포클랜드 제도 헌법령 2008 에서 성립된 헌법이다. 현재의 포클랜드 제도 헌법은 2008년 11월 5일 버킹엄 궁 에서 열린 내각 회의에서 엘리자베스 2세 여왕에 의해 공식 제정되었다. 이 헌법은 2008년 11월 12일에 의회에 제출됐고, 2009년 1월 1일에 발효되어 1985년 헌법에서 대체되었다.

## 역사
1833년 영국의 지위 재확립 이후, 포클랜드 제도는 영국 해군성 지휘 하에서 군법으로 통치되었다. 1840년대 초부터 개척민들이 정착하면서 1842년 문민 행정관 체제로 전환되었고, 1843년 공식적으로 왕실 식민지로 지정되었다.
1845년 첫 총독인 무디 리처드가 스탠리에 행정위원회 및 입법위원회를 설립하였다.
1949년 입법위원회에 처음 선거가 도입되었고, 1964년에 의원 수가 줄었으며, 1977년 선출 의원이 과반을 확보하여 임명직을 없앴다.
1981년 1981년 영국 국적법에 따라 포클랜드 제도는 영국 속령이 되었고, 1983년 주민들은 영국 시민권을 부여받았다. 1985년 헌법명령으로 입법위원회 선출의원이 확대되었으며, 2002년 2002년 영국 해외 영토법으로 공식적인 영국 해외 영토가 되었다.
2009년 1월 1일 새 헌법이 발효되었으며, 기본권 조항을 강화하고, 입법위원회를 입법 의회로 개편하였으며, 거버너 권한을 재정비하고 민원중재인과 사법 체계를 명확히 포함했다.

## 헌법 주요 내용

### 제1장: 개인의 기본권과 자유의 보호
헌법 제1장(제1~22조)은 포클랜드 제도 거주자의 기본권과 자유를 규정하며, 주요 문구는 세계 인권 선언 및 유럽 인권 협약에서 차용하였으나 자결권에 더 큰 비중을 둔다.

### 제2장: 총독
제2장(23~25조)은 포클랜드 제도의 총독 설치와 임명 절차를 규정하며, 여왕의 역할을 영국 외무부 장관을 통해 설명한다.
•제2장 24조: 대리 총독의 임명 및 임무를 다룬다.
•제2장 25조: 영국군 사령관의 조언에 따라 총독의 방위 및 내무안보 권한(경찰 제외)을 규정하며, 총독은 권한 행사를 위해 충성 선서와 공직 선서를 해야 한다(부속서 B 참고).

### 제3장: 입법부
제3장(26~36조)은 입법부의 구성과 조직을 규정한다. 포클랜드 제도 입법회의를 설치하며, 구성원은 보통선거로 선출된 8명, 의장, 그리고 2명의 당연직(최고 행정관과 재무이사)으로 한다(제3장 26조 2항).
•제3장 27조:입법회의 의원은 스탠리에서 5명, 캠프 지역에서 3명을 선출하며, 선거구별 의원 수 변경은 주민투표로 결정한다.
기타 자격 조건, 공석 발생 시 처리, 선거 절차 등은 각각 제28~33조에 상세히 규정되어 있다.

### 제4장: 입법회의 권한 및 절차
제4장(37~55조)은 입법회의 권한, 법률 제정 절차, 의사 진행, 의장 선출 및 역할 등을 다룬다.
•비회원의 입법회의 참여, 의원의 의회 발언 특권 등도 규정한다.
•총독은 입법회의가 통과시킨 법률에 대한 왕실 승인 권한을 가지며, 법률 거부 및 보류 시 영국 외무부 장관에게 통보해야 한다.

### 제5장: 행정부
제5장(56~73조)은 행정 권한과 구조를 규정하며, 행정 권한은 영국 군주에게 귀속되고 총독이 이를 대행한다.
행정위원회 구성, 자격, 선출, 회의 절차 및 비밀 서약(부속서 B) 등도 규정한다.
총독은 행정위원회의 동의 없이 행위할 수 있으며, 그 사유를 영국 외무부 장관에게 즉시 통보해야 한다.
특별 위원회인 사면 권한 자문 위원회 설치 및 사면 권한, 검찰총장의 역할도 포함된다.

### 제6장: 재정
제6장(74~81조)은 공공 재정 관리 권한을 규정한다.
공공자금 보관을 위한 통합기금 설치, 출금 절차, 재무이사의 역할과 입법회의 승인 절차를 다룬다.
긴급 지출용 비상기금 및 공공회계위원회 설치와 그 권한도 포함된다.

### 제7장: 공무원
제7장(82~85조)은 최고 행정관 임명 절차와 공공 서비스 총괄 역할을 규정한다.
공무원 임명 권한 위임과 징계 및 해임 절차도 포함된다.

### 제8장: 사법부
제8장(86~94조)은 포클랜드 제도 대법원 설치와 무제한 재판권, 대법원장 임명 및 권한을 규정한다.
항소법원 설치와 구성, 판사 임명, 권한, 임기 및 사법권 행사 전 선서(부속서 B)를 다룬다.

### 제9장: 고충처리위원회
제9장(95~96조)은 고충처리위원회 임명 절차와 기능을 규정하며, 위원회는 입법회의 구성원이 될 수 없고, 독립적으로 운영된다.

### 제10장: 기타 사항
제10장(97~100조)은 공문서용 인장, 공직자의 재임용 및 사임 절차, 헌법 용어 해석 등을 다룬다.

### 부속서
부속서 A는 법률 제정 절차를, 부속서 B는 헌법상 요구되는 각종 선서와 서약문(충성 서약, 직무 수행 서약, 비밀 유지 서약, 사법 선서)을 수록한다.

## 아르헨티나 당국의 입장
새 헌법은 아르헨티나 정부의 강한 반발을 불러왔다. 아르헨티나는 포클랜드 제도가 자국 영토라는 입장을 고수하고 있으며, 외무장관 조르헤 타이아나는 이를 “아르헨티나의 주권과 국제법을 침해하는 행위”라고 비판했다. 그는 “영국이 이른바 개혁이라 부르는 조치의 유일한 목적은 구시대적 식민 상황을 영구화하려는 것”이라고 단언했다.